# Малий Цирник-при-Шентянжу
Малий Цирник-при-Шентянжу (словен. Mali Cirnik pri Šentjanžu) — поселення в общині Шентруперт, регіон Південно-Східна Словенія, Словенія.